# Anton Strašimirov
Anton Todorov Strašimirov (15. června 1872 Varna, Osmanská říše – 7. prosince 1937 Vídeň) byl bulharský spisovatel, dramatik, publicista a politik.

## Životopis
Narodil se v rodině zednického mistra Todora Strašimirova, přistěhovalce z vesnice Banya v Razlogu. Měl dva bratry: Todora (1880–1925) a historika, spisovatele Dimitara (1868–1939). Oženil se se Stefkou Simovou.
Anton od 13 let cestoval po Dobrudži, obsluhoval v hospodách a kavárnách, pracoval na tabákových polích a jako písař, knihař a malíř. Studoval v Razgradu, poté na zemědělské škole v Sadovu, kterou nedostudoval. V letech 1890–1894 byl učitelem základní školy v různých vesnicích ve Varně a Burgasu. Rozvíjel aktivní pedagogickou činnost, redigoval noviny „Глас от Изток“ v Burgau. Byl fascinován nacionalistickým socialismem.
V roce 1895 odešel do švýcarského Bernu. Poslouchal přednášky z literatury a zeměpisu, seznámil se se západní literaturou a filozofií, včetně díla Henrika Ibsena, Augusta Strindberga, Maurice Maeterlincka.
Po návratu do Bulharska působil jako středoškolský učitel ve Vidinu (1898–1899), redigoval populární literární časopis "Праг". Působil jako učitel na pedagogické škole v Kazanlaku (1899–1900), ale pro konflikt se starostou byl propuštěn a bylo mu zakázáno vyučovat. Jako četnik se zúčastnil makedonského osvobozeneckého hnutí s Janem Sandanskim. Redigoval noviny „Реформи“, časopis „Звезда“ v Tarnovu a vydával časopis „Културно единство“ v Soluni. Psal do právního orgánu VMORO „Дело“.
Od roku 1901 vydával časopis „Наш живот“. V roce 1902 byl zástupcem Mladého demokratického křídla Demokratické strany v XII. řádném národním shromáždění, které se později stalo Radikální demokratickou stranou. V roce 1903 byl zvolen do XIII řádného národního shromáždění. Po atentátu na zahraniční zástupce VMORO v Sofii Ivana Garvanova a Borise Sarafova v roce 1907 byl Strašimirov krátce zatčen na základě obvinění ze spoluviny. Po mladoturecké revoluci vydával v Soluni spolu s Georgi Petrovem časopis „Културно единство“. V letech 1911 a 1929 byl zvolen poslancem bulharského Národního shromáždění.
Jako vojín se zúčastnil první balkánské války. Během první světové války byl válečným zpravodajem a přispěvatelem novin „Военни известия“ a časopisu „Отечество“. Po válce redigoval časopis „Наши дни“, který se zabýval kulturním životem v Bulharsku (1921). Založil a redigoval (1922–1923) Bulharskou veřejnou knihovnu. Pomáhal mladým spisovatelům, například Hristo Jasenovovi, Marko Marčevskému a mnoha dalším. V roce 1924 byl jedním z redaktorů časopisu "Пламък", v němž byl šéfredaktorem Geo Milev, vydavatelem Marko Marčevski. Poté tiskl v novinách „Звезда“ a „Новини“. V roce 1926 vycházely pod Strašimirovovou redakcí noviny „Ведрина“.
Po zahájení protižidovské kampaně v Německu a nástupu nacistů k moci, se Anton Strašimirov podílel na založení Výboru na ochranu Židů, spolu s vdovou po státníkovi Petku Karavelovovi, sociální aktivistkou Jekatěrinou Karavelovou, prof. Assenem Zlatarovem, prof. Petko Stainovem a dalšími. Tehdejší noviny „Мир“ a „Слово“ uveřejnily články proti tomuto výboru a psaly, že není věcí Bulharska, natož jednotlivých občanů, vměšovat se do záležitostí velkého Německa.

### Tvorba
Strašimirův literární debut se konal v roce 1889. Byl autorem více než 30 svazků a sbírek povídek, esejů, románů, dramaturgických prací a článků o nejrůznějších literárních a společenských tématech. Jeho díla byla přeložena do polštiny, ruštiny, srbštiny, maďarštiny, češtiny a dalších jazyků.
Spisovatel ve svých četných dílech z venkovského života a života městské inteligence podal obraz třídního boje a rozkladu bulharské buržoazie. V jeho díle je hluboce odkryto i selské téma. V jednom z nejlepších Strašimirových děl, románu „Хоро“, zazněly antifašistické motivy.
Používal pseudonymy: N. Bistrenov, Bosilko, A. Budnev, Danila, V. Danilov, Doiryan, G. Živkov, Zemen, Istrov, Kinema, K. Kanchev, Maryo, Observer, Postov aj.

### Paměť
Vesnice v oblasti Varna v Bulharsku byla pojmenována po spisovateli – Страшимирово. Jeho jméno neslo Činoherní divadlo „Антон Страшимиров“ v Razgradu.

## Dílo výběr

### Romány
- “Смутно време” (1899), “Есенни дни” (1902), “Среща” (1904), “Бена” (1921, 2 изд., 1927), “Без пеене” (1919), “Хоро” (1926), "Роби" (1930)

### Povídky
- “Смях и слзи” (сборник, 1897), “Кръстопт” (1903), “Преход” (1926)

### Dramata
- “Сватба в Болярово” (1900), “Вампир” (1902), “Отговор” (1906), “Към слънцето” (1917), “Ревека”, “Към слънцето” (“Оставка”), “Свети Иван”, ” Рилски”, „Над Безкръстни грабове”

### Komedie
- “Мрак” (1901), “Свекърва” (1906)

### V češtině
- Člověk, jenž se nikomu nehodil – úvod František Sekanina, in: 1000 nejkrásnějších novel... č. 89; ze sbírky Křižovatka a jiné povídky přeložil Josef Páta. Praha: J. R. Vilímek, 1915
- Svatební rej – př. Nina Ryvova a Em. Věk. Praha: Českomoravské podniky tiskařské a vydavatelské, 1928
- Choro – př. Zdenka Hanzová; předmluvu napsali Zdenka Hanzová a Zdeněk Urban. Praha: Svoboda, 1951
- Tchyně – př. Hana Reinerová. Praha: Československé divadelní a literární jednatelství, 1958
- Upír: hra o pěti dějstvích – př. Ludmila Kroužilová. Praha: Dilia, 1981